# Route de l'Or
Pour les articles homonymes, voir Route de l'or (homonymie).
La Route de l'Or est une course à la voile en équipage entre New York et San Francisco en passant par le Cap Horn. La première édition de la course s'est courue en 1998 ; elle avait vocation à devenir pérenne, afin d'étoffer le calendrier des monocoques de 60 pieds, bien que cela n'ait jamais été suivi d'effet. Le parcours rappelle la navigation des clippers pendant la grande époque de la ruée vers l'or.

## Classement 1998
1. Yves Parlier, Lalou Roucayrol, Thomas Coville et Hervé Jan sur Aquitaine Innovations en 57 jours 3 heures et 21 minutes
2. Isabelle Autissier, David Adams, Luc Bartissol, Lionel Lemonchois et Jean Saucet sur PRB en 62 jours 13 heures et 19 minutes
3. Christophe Auguin, Stéphane Auguin, Jacques Caraës, Marc Fontaine  sur Geodis en 64 jours 11 heures et 54 minutes

## Records de la route
Le premier record sur cet itinéraire a été établi en février 1989 par l'Américain Warren Luhrs, en 80 jours et 20 heures, établissant le premier temps de référence depuis 1854,. Ce temps est battu en 1994  par Isabelle Autissier, Lionel Lemonchois, Luc Bartissol et Pascal Boimard sur Ecureuil Poitou-Charente 2 en 63 jours 5 heures 55 minutes et 40 secondes, soit une vitesse moyenne de 9,6 nœuds.
Le deuxième record a été établi par l'équipage d'Yves Parlier lors de la course de 1998.
Le 28 février 2008, Gitana 13 a franchi la ligne d’arrivée de la Route de l’Or, située dans la Baie de San Francisco à 18h07 (heure française). Parti le 16 janvier 2008, après plus de 43 jours 38 minutes de mer, dans lesquels il faut compter les cinq jours et demi de stand by forcé au Cap Horn, Lionel Lemonchois et ses neuf équipiers améliorent le temps de référence détenu depuis 1998 par Yves Parlier et ses hommes de 14 jours 2 heures et 43 minutes. Le maxi-catamaran aux couleurs du Groupe LCF Rothschild aura parcouru les quelque 16 398 milles (distance réellement parcourue sur l’eau) qui séparent New York de San Francisco à la vitesse moyenne de 15,88 nœuds.
En février 2013, Giovanni Soldini bat le record en monocoque, en 47 jours, 42 minutes et 29 secondes.